# سارة تشووت سيرز
سارة تشووت سيرز (بالإنجليزية: Sarah Choate Sears)‏ هي مصورة ورسامة أمريكية، ولدت في 5 مايو 1858 في كامبريدج في الولايات المتحدة، وتوفيت في 25 سبتمبر 1935 في مين في الولايات المتحدة.